# Revolutions per Minute (Skid-Row-Album)
Revolutions per Minute ist das 2006 veröffentlichte fünfte Studioalbum der US-amerikanischen Hard-Rock-Band Skid Row. Es ist das zweite und letzte mit Sänger Johnny Solinger, der Sebastian Bach ersetzt hatte. Zudem ist es das einzige mit Schlagzeuger Dave Gara.

## Produktion
Das Album wurde von Michael Wagener produziert, der bereits die ersten beiden Alben der Band klangtechnisch betreut hatte. Es entstand im WireWorld Studio, Nashville, Tennessee.

## Titelliste
| Nr. | Titel                               | Autor(en)                                                           | Länge |
| --- | ----------------------------------- | ------------------------------------------------------------------- | ----- |
| 1.  | Disease                             | Rachel Bolan, Dave Sabo                                             | 3:32  |
| 2.  | Another Dick in the System          | Bolan                                                               | 3:16  |
| 3.  | Pulling My Heart Out from Under Me  | Bolan                                                               | 3:29  |
| 4.  | When God Can’t Wait                 | Bolan, Scotti Hill                                                  | 2:15  |
| 5.  | Shut Up Baby, I Love You            | Bolan                                                               | 3:16  |
| 6.  | Strength                            | Mike Peters, Dave Sharp, Eddie Macdonald, Nigel Twist, Rupert Black | 5:07  |
| 7.  | White Trash                         | Bolan, Sabo                                                         | 2:53  |
| 8.  | You Lie                             | Bolan                                                               | 2:44  |
| 9.  | Nothing                             | Bolan                                                               | 3:29  |
| 10. | Love Is Dead                        | Bolan                                                               | 3:38  |
| 11. | Let It Ride                         | Bolan                                                               | 4:03  |
| 12. | You Lie (Corn Fed Mix) (Bonustrack) | Bolan                                                               | 2:43  |

## Rezensionen
Das Magazin Rock Hard schätzte die zwölf Songs als „stark“ ein, die Band sei immer noch in der Lage, geniale eingängige Songs zu schreiben. Greg Prato von AllMusic schrieb, das Album böte dieselben „angry-yet-melodic riff rockers that you long ago came to expect from the group, while Solinger's singing style isn't that far removed from Bach's“. Er resümierte, das Album sei „just what you'd expect from Skid Row – for better or for worse.“